# 移动设备
行動裝置（英語：Mobile device），也被稱為手持裝置（handheld device）、行動終端、移动通信终端等，大多數為口袋大小的计算设备，包括手机、笔记本电脑、平板电脑、POS机、车载电脑等。但多数情况下是指具有多种应用功能的智能手机和平板电脑，通常有一個小的顯示螢幕，或是小型的鍵盤，用来输入文字。因为通过它可以随时随地访问获得各种信息，这一类设备很快变得流行。和诸如手提电脑和智能手机之类的移动计算设备一起，PDA代表了新的计算领域。
典型的移动设备有、移动电话——手机（智能手机、平板電腦等）

## 处理能力
目前的移动终端已具有较好的处理能力、内存、存储介质和操作系统，是一个完整的超小型计算机系统，可以完成较为复杂的处理任务。

## 通訊方式
目前的移动终端可藉由GSM、CDMA、WCDMA、LTE、5G NR，以及无线局域网、蓝牙和红外線等方式进行通訊。

## 功能
目前的移动终端可以实现通话、拍照、听音乐、玩电子游戏、定位、信息处理、指纹扫描、身份证扫描、条码扫描、IC卡、智能卡扫描和酒精含量检测等功能。

## 应用
移动终端可用于移动办公、移动执法、快递、保险、通讯、醫療等领域。